# Alemanes de los Sudetes
Alemanes de los Sudetes (en alemán: Sudetendeutsche) es un término colectivo para los alemanes étnicos de Bohemia, Moravia y una pequeña parte de la Silesia histórica, es decir, para aquellos alemanes étnicos que vivían en las Tierras de la Corona de Bohemia, un electorado del Sacro Imperio Romano Germánico, y que posteriormente haría parte la corona de Austria, por lo cual sus regiones germanoparlantes no fueron parte de la unificación alemana. El término se popularizó rápidamente después de la Primera Guerra Mundial, cuando el Imperio austrohúngaro, que tenía diferentes poblaciones étnicas, se desmembró, y entonces la recién formada República de Austria Alemana pedía su anexión a Alemania, con el fin de crear un solo estado nación. Sin embargo, el Tratado de Versalles (28 de junio de 1919) y el Tratado de Saint-Germain (10 de septiembre de 1919) se lo prohibieron, forzando a toda la población alemana de los Sudetes a convertirse en ciudadanos de Checoslovaquia, y a Austria (poblada por alemanes étnicos) a permanecer separada de Alemania. Incluso los países vencedores prohibieron el término "Austria alemana" (Deutschösterreich), como así también "Bohemia alemana", "Moravia alemana" y "Silesia alemana". Así, de 1918 a 1938, más de 3 millones de alemanes étnicos quedaron forzosamente viviendo en el lado checo. Estas poblaciones de alemanes habían vivido en Bohemia desde el siglo XIV (y en algunas zonas por lo menos desde el siglo XII), sobre todo en las regiones fronterizas de los Sudetes. 
Para su unión con Alemania, Austria debería esperar hasta el 12 de marzo de 1938, día en que se produjo el Anschluss, y los alemanes de los Sudetes deberían esperar hasta los Acuerdos de Múnich del 30 de septiembre de 1938, cuando finalmente los jefes de gobierno de Reino Unido, Francia e Italia firmaron que reconocían que los Sudetes eran alemanes. Sin embargo, tras la Segunda Guerra Mundial, estas tierras fueron nuevamente desmembradas por la fuerza por los países vencedores.
Luego de la Segunda Guerra Mundial, los alemanes de los Sudetes sufrieron matanzas, todos sus bienes les fueron confiscados y fueron expulsados en masa de sus tierras sin indemnización, sólo por su origen étnico, lo que constituyó un crimen de guerra. Desde 1945 el nombre "alemanes de los Sudetes" ha quedado asociado a los horrores sufridos por estas poblaciones civiles. Actualmente las dos principales asociaciones que reúnen a sus sobrevivientes son: Sudetendeutsche Landsmannschaft en Alemania y Sudetendeutsche Landsmannschaft in Österreich en Austria.
Entre los alemanes de los Sudetes más conocidos se encuentran Ferdinand Porsche y Oskar Schindler.
Otro grupo de alemanes étnicos, los alemanes de los Cárpatos, vivían en el territorio de la actual Eslovaquia.

## Historia

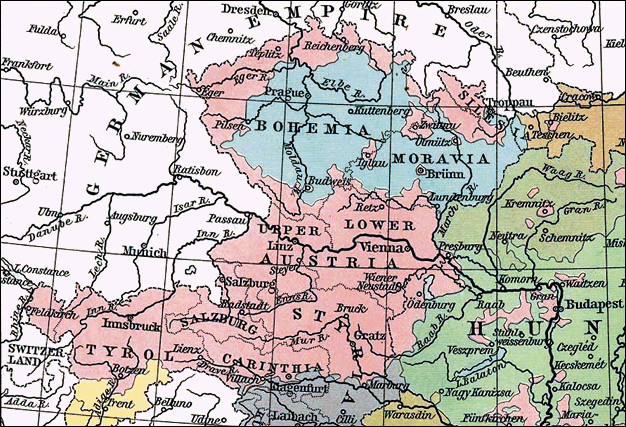
Mapa parcial del Imperio Austro-Húngaro en 1911 que muestra el reparto de las nacionalidades y la presencia mayoritaria de los alemanes (en rosa) alrededor de Bohemia.

Después de la I Guerra Mundial, al desmembrarse el Imperio austrohúngaro, la mayoría alemana de esa región fronteriza solicitó su anexión a Alemania, ya que de no ser así, esta iba a quedar en un estado nacional no afín (a diferencia del imperio, que era multiétnico). No obstante, los miembros de la Entente Cordiale fundaron el estado checoslovaco e incluyeron la región de los Sudetes dentro de su territorio, con toda la población alemana que estaba allí. Los alemanes étnicos en Austria y Checoslovaquia se rebelaron, formando la República de Austria Alemana, cuyo objetivo final era la unificación de este estado con Alemania. Las tropas checoslovacas reprimieron a los alemanes de los Sudetes y en la conferencia de Paz de París los representantes checoslovacos mostraron mapas falsos que mostraban una supuesta mayoría checa en dicha región [cita requerida], luego, en el tratado de Versalles se prohibió la anexión de Austria a Alemania, y posteriormente se ratificaron en el Tratado de Saint-Germain-en-Laye las fronteras existentes de Checoslovaquia que incluían todas las regiones de los Sudetes habla alemana. 
Después de que la República Checoslovaca (ČSR) fuera proclamada el 28 de octubre de 1918, los alemanes de los Sudetes, alegando el derecho de autodeterminación de acuerdo con el décimo punto de los Catorce Puntos del presidente Woodrow Wilson, exigieron que su tierra de origen permaneciera en el Estado austríaco, que por entonces se había reducido a la República de Austria Alemana. Se basaban en la oposición pacífica a la ocupación de los Sudetes por el Ejército checo, un proceso que se inició el 31 de octubre de 1918 y concluyó el 28 de enero de 1919. La lucha y los ataques sangrientos tuvieron lugar sólo en forma esporádica, resultando muertos una docena de alemanes y checos.
El 4 de marzo de 1919, casi toda la población de los Sudetes alemanes se manifestaba pacíficamente por su derecho a la libre determinación. Estas manifestaciones fueron acompañadas por un día de huelga general por parte de los alemanes. El Partido Socialdemócrata Obrero Alemán en la República Checoslovaca, que era el partido más grande de la época, fue quien tomó la iniciativa para la demostración con el apoyo también de los partidos alemanes burgueses. Estas manifestaciones de masas fueron reprimidas por los militares checos, causando 54 muertes y 84 heridos.
El Tratado de Saint Germain del 10 de septiembre de 1919 confirmó la pertenencia de los Sudetes a Checoslovaquia. El nuevo Estado checoslovaco consideraba a los alemanes como una minoría. No obstante, algunos vivían en territorios en los que representaban el 90 por ciento o más de la población. En octubre del mismo año, el primer congreso eclesiástico de luteranos fundó la Iglesia Evangélica Alemana en Bohemia, Moravia y Silesia, la cual funcionó hasta 1945.
En 1921, la población multiétnica de Checoslovaquia comprendía 6,6 millones de checos, 3,2 millones de alemanes, 2 millones de eslovacos, 0,7 millones de húngaros, 500.000 rutenos (ucranianos), 300.000 judíos y 100.000 polacos, así como gitanos, croatas y otros grupos étnicos. Los alemanes eran mayoría en los Sudetes, y a nivel nacional representaban un tercio de la población en el territorio checo y cerca del 23.4% de la población de la república (en total, 13,6 millones).
Los Sudetes poseían minas de lignito, empresas químicas, textiles, de porcelana y fábricas de vidrio. Al oeste, una zona históricamente de etnia alemana alrededor de la ciudad Cheb (Eger en alemán) fue muy activa en el nacionalismo pangermano. La Selva de Bohemia, poblada por los alemanes de Bohemia, se extendía a lo largo de la frontera de Baviera con las zonas agrícolas pobres del sur de Bohemia.
Moravia, poblada por los alemanes de Moravia, tenía dichas poblaciones en el norte y el sur. Eran características las "islas lingüísticas" alemanas, ciudades habitadas por alemanes étnicos y rodeadas por los checos. El extremo nacionalismo alemán nunca fue típico de esta zona. El nacionalismo étnico alemán de la región minera del sur de Silesia, con un 40,5% de alemanes (alemanes de Silesia), fue inmovilizado por el miedo de la competencia de la industria en Alemania.
No todos los alemanes étnicos vivían en áreas aisladas y bien definidas, pues en virtud del desarrollo histórico, los checos y los alemanes se habían mezclado en muchos lugares, y eran numerosos en ambos grupos los que tenían al menos un conocimiento parcial de las segundas lenguas. Desde la segunda mitad del siglo XIX, los checos y los alemanes habían creado por separado las instituciones culturales, educativas, políticas y económicas que se mantuvieron (por ambos lados) aisladas unas de otras. Esta separación se prolongó hasta el final de la Segunda Guerra Mundial.

## Política
El sentimiento nacionalista de los alemanes de los Sudetes era alto durante los primeros años de la república (sus representantes quisieron y trataron de unirse a Austria, Alemania o al menos obtener el máximo posible de derechos de autonomía). La Constitución de 1920 se redactó sin representación de los alemanes de los Sudetes, y el grupo se negó a participar en la elección del presidente. Los partidos políticos alemanes en los Sudetes intentaron practicar una política "obstruccionista" (o negativa) en el Parlamento de Checoslovaquia. En 1926, sin embargo, el canciller alemán Gustav Stresemann adoptó una política de acercamiento a Occidente y aconsejó a los alemanes de los Sudetes que cooperaran activamente con el gobierno checoslovaco. En consecuencia, los partidos alemanes de los Sudetes (incluidos el Partido Agrario Alemán, el Partido Socialdemócrata Alemán y el Partido Popular Socialcristiano Alemán) cambiaron su política negativa por el activismo, y varios políticos alemanes aceptaron puestos en el gabinete.
En una conferencia celebrada en Teplice en 1919, los partidos socialdemócratas regionales de Bohemia, Moravia, Silesia y Sudetes se unieron para formar el "Partido Socialdemócrata Obrero Alemán en la República Checoslovaca" (DSAP), eligiendo como presidente a Josef Seliger. Después de la prematura muerte de Seliger en 1920, Ludwig Czech fue elegido presidente del partido, a quien sucedió Wenzel Jaksch en 1938.
Ya en 1936 Jaksch, junto con Hans Schütz del Partido Popular Socialcristiano Alemán (Deutsche Christlich-Soziale Volkspartei) y Gustav Hacker de la Federación de Granjeros, formaron el movimiento de los Jóvenes Activistas. Ellos buscaban un acuerdo con el gobierno checoslovaco en una política que podría resistir la embestida nacionalsocialista desde dentro y desde fuera de Checoslovaquia. En mítines masivos simultáneos en Tetschen-Bodenbach/Děčín, Saaz/Žatec y Olešnice v Orlických horách/Gießhübl im Adlergebirge el 26 de abril de 1936, que exigió la igualdad de oportunidades en la administración pública para los alemanes, la asistencia financiera para las empresas alemanas, la aceptación oficial de la lengua alemana para los funcionarios públicos en los Sudetes y medidas para reducir el desempleo en los Sudetes. (En ese momento, uno de cada tres tenía trabajo en los Sudetes en comparación con uno de cada cinco en el resto del país.) Mejorar la calidad de vida de los alemanes de los Sudetes no fue la única motivación de los Jóvenes Activistas. Para Jaksch y sus compatriotas de la socialdemocracia, era una cuestión de supervivencia después de una posible toma del poder por los nacionalsocialistas. De unos 80.000 socialdemócratas en Checoslovaquia, sólo unos 5.000 lograron huir de los nazis. Los restantes fueron encarcelados y ejecutados muchos de ellos. Muchos de los que sobrevivieron a la persecución nacionalsocialista fueron expulsados más tarde junto con otros de origen alemán sobre la base de los llamados decretos de Beneš.
En 1929 sólo un pequeño número de diputados alemanes de los Sudetes, en su mayoría miembros del Partido Nacional Alemán (clases propietarias) y del Partido Nacional Socialista Obrero Alemán (NSDAP, permaneció en la oposición al gobierno de Checoslovaquia. El sentimiento nacionalista prosperó, sin embargo, entre los jóvenes alemanes de los Sudetes, que se organizaron en diversas asociaciones, tales como Deutsche Turnverband, Schutzvereine, Kameradschaftsbund, el Volkssport Nazi (1929) y Bereitschaft.

## Hostilidad hacia los alemanes de los Sudetes
Las primeras políticas del gobierno de Checoslovaquia tuvieron que ver con la confiscación de bienes, lo cual afectó más a la población alemana que a los demás ciudadanos. En 1919 el gobierno confiscó una quinta parte de las tenencias de cada individuo en papel moneda. Los alemanes, que constituían el elemento más rico en la República Checa, fueron los más afectados. La Ley de Control de la tierra trajo la expropiación de grandes propiedades, muchas pertenecientes a la nobleza alemana o latifundistas. Las tierras confiscadas fue asignadas principalmente a los campesinos checos, a menudo sin tierra, que constituían la mayoría de la población agrícola. Sólo un 4,5% de todas las tierras adjudicadas en enero de 1937 fue recibida por alemanes de los Sudetes, cuyas protestas se expresaron en un sinnúmero de peticiones.
Según la Constitución de 1920 de la Primera República checoslovaca, los derechos de la minoría alemana debían ser protegidos, sus instituciones educativas y culturales debían conservarse en proporción a la población. Sin embargo, la política destinada a proteger la seguridad del Estado checoslovaco dio lugar a conflictos locales: los bosques en la frontera, considerados el más antiguo territorio nacional alemán de los Sudetes, fueron expropiados aduciendo "razones de seguridad". Los soldados, policías y funcionarios checos estaban estacionados en zonas anteriormente habitadas sólo por los alemanes.
Las leyes de las minorías fueron aplicadas más a menudo para crear nuevas escuelas en los distritos checo-alemanes, a veces sólo para funcionarios que se habían trasladado a la zona. Los contratos del Gobierno en la zona eran llevados a cabo por las empresas checas. El uso del checo en las regiones de habla alemana se promovió activamente, lo que causó incidentes. Alemanes de los Sudetes, que eran dueños de numerosos teatros locales subvencionados, fueron obligados a abrirlos a la minoría checa una noche por semana.
La industria alemana de los Sudetes, altamente dependiente del comercio exterior y de tener estrechos vínculos económicos con Alemania, sufrió mucho durante la Depresión, en particular en 1931. Los checos, cuya industria se concentraba en la producción de enseres domésticos esenciales, sufrieron menos. A mediados de la década de 1930, el desempleo en los Sudetes era cinco veces mayor que en las zonas checas. Las relaciones entre checos y alemanes sufrieron aún más cuando los alemanes sudetes se vieron obligados a recurrir al gobierno de Checoslovaquia y al banco de microcréditos (Banca Živnostenská) para obtener ayuda.

## Ascenso del partido nacionalsocialista
Las crecientes hostilidades hacia los alemanes étnicos crearon el caldo de cultivo para los emergentes políticos. Los nacionalistas alemanes de los Sudetes, en especial los nacionalsocialistas, expandieron sus actividades durante los años de la Depresión. El 30 de enero de 1933, Hitler fue nombrado canciller de Alemania. El gobierno checoslovaco prohibió el Partido Nacionalsocialista de los Sudetes. En el otoño de 1933, los nacionalsocialistas de los Sudetes disolvieron su organización, y los nacionales alemanes fueron presionados para que hicieran lo mismo. El gobierno expulsó a los nacionales alemanes y a los nacionalsocialistas de los Sudetes de los puestos en las administraciones locales. La población alemana de los Sudetes se indignaba, sobre todo en los bastiones nacionalistas, como la región de Eger.

Bandera de los alemanes sudetes.

El 1 de octubre de 1933, un alemán de los Sudetes llamado Konrad Henlein y su adjunto Karl Hermann Frank, con la ayuda de otros miembros de la Kameradschaftsbund, una organización juvenil de orientación mística, creó una nueva organización política: el Sudetendeutsche Heimatfront) profesaba lealtad al Estado checoslovaco, pero abogaba por la descentralización. Absorbió a ex nacionales alemanes y nacionalsocialistas de los Sudetes.
Cámara de diputados checoslovaca 1920–1935 - Partidos alemanes o germano-húngaros
| Partido/Lista                                              | escaños 1920 | escaños 1925 | escaños 1929 | escaños 1935 | votos 1935 |
| ---------------------------------------------------------- | ------------ | ------------ | ------------ | ------------ | ---------- |
| Partido Alemán de los Sudetes                              | -            | -            | -            | 44           | 1.256.010  |
| Partido Nacional Alemán                                    | -            | 10           | 7            | -            | -          |
| Partido Nacionalsocialista Obrero Alemán                   | 15           | 17           | 8            | -            | -          |
| Partido Socialdemócrata Obrero Alemán en Checoslovaquia    | 31           | 17           | 21           | 11           | 300.406    |
| Partido Popular Socialcristiano Alemán                     | 7            | 13           | 14           | 6            | 163.666    |
| Liga de Agricultores                                       | 11           | 24           | -            | 5            | 142.775    |
| Partidos húngaros y Bloque electoral alemán de los Sudetes | 9            | 4            | 9            | 9            | 292.847    |
| Partidos alemanes unidos                                   | 6            | -            | 16           | -            | -          |
| Total (de 300 escaños)                                     | 79           | 85           | 75           | 75           |            |

- Hungarian Parties and Sudeten German Electoral Bloc (1935):[5] German Democratic Liberal Party, German Industrialist Party, Party of German Nation, Sudeten German Land Union, German Workers Party, Zips German Party, Provincial Christian Social Party, Hungarian National Party

En 1935 el Partido Alemán de los Sudetes (Sudetendeutsche Partei) (SdP) inició una campaña activa de propaganda. En las elecciones de mayo, obtuvo más del 60% de los votos alemanes de los Sudetes. Los agraristas, socialcristianos y socialdemócratas alemanes perdieron cada uno aproximadamente la mitad de sus seguidores. El SdP se convirtió en el punto de apoyo de las fuerzas nacionalistas alemanas. El partido se presenta como paladín por una solución justa de las reclamaciones de los sudetes alemanes en el marco de la democracia checoslovaca. Henlein, sin embargo, mantuvo contactos secretos con la Alemania nacionalsocialista y recibió la ayuda material de Berlín. El SsP hizo suya la idea de un Führer y simulaba los métodos nacionalsocialistas con pancartas, consignas y las tropas uniformadas. Fueron rechazadas las concesiones ofrecidas por el gobierno checoslovaco, incluyendo el empleo exclusivo de funcionarios alemanes en las zonas alemanas de los Sudetes y la posible participación del SdP en el gabinete. En 1937 la mayoría de los dirigentes del SdP apoyaba los objetivos pangermánicos de Hitler.
El 13 de marzo de 1938, el Tercer Reich anexó Austria, una "unión" conocida como Anschluss. Immediatamente después muchos alemanes sudetes dejaron de apoyar a Henlein. El 22 de marzo, el Partido Agrario Alemán, liderado por Gustav Hacker, se fusionó con el SDP. Los Socialcristianos Alemanes en Checoslovaquia suspendieron sus actividades el 24 de marzo, sus diputados y senadores pasaron al grupo parlamentario del SDP.

## Crisis final de 1938

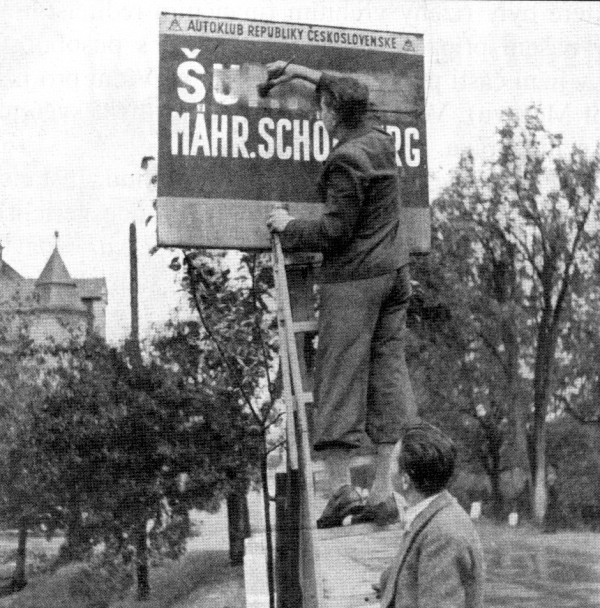
En Šumperk-Mährisch Schönberg se muestran los nombres checos borrados por los alemanes de los Sudetes después de la anexión alemana de Checoslovaquia en 1938.

Konrad Henlein se reunió con Hitler en Berlín el 28 de marzo de 1938, y se encargó de elevar unas demandas inaceptables para el gobierno checoslovaco. En los Decretos de Karlsbad, publicados el 24 de abril, el PSD exigió una completa autonomía de los Sudetes y la libertad de profesar la ideología nacionalsocialista. Si las demandas de Henlein hubiesen sido concedidas, los Sudetes habría estado en una posición para alinearse con la Alemania nacionalsocialista.
Como la situación política empeoró, la seguridad se deterioró en los Sudetes. La región se convirtió en el sitio de los enfrentamientos a pequeña escala entre los jóvenes seguidores SDP (equipados con armas traídas de contrabando de Alemania) y de la policía y las fuerzas de frontera. En algunos lugares, el ejército regular fue llamado para pacificar la situación. La propaganda nacionalsocialista alemana acusó al gobierno checo y a los checos de las atrocidades cometidas hacia alemanes inocentes.
El 20 de mayo, Checoslovaquia inició la llamada "movilización parcial " (literalmente "precaución militar especial") en respuesta a los rumores de movimientos de tropas alemanas. El ejército se había trasladado a puestos en la frontera. Las potencias occidentales trataron de apaciguar la situación y obligaron al gobierno de Checoslovaquia a cumplir con la mayoría de los decretos de Karlsbad. El SDP, instruyó a empujar hacia la guerra, sin embargo, se intensificó la situación con más protestas y violencia. Con la ayuda de las fuerzas especiales nacionalsocialistas, los Sudetendeutsches Freikorps (grupos paramilitares formados en Alemania por instructores de las SS) se hicieron cargo de algunas zonas fronterizas y cometieron varios crímenes: mataron a más de 110 checos (en su mayoría soldados y policías) y secuestraron a más de 2.020 ciudadanos de Checoslovaquia (incluido los antifascistas alemanes), llevándolos a la Alemania nacionalsocialista.
En agosto, el primer ministro británico, Neville Chamberlain, envió a Lord Runciman a apaciguar a Checoslovaquia para ver si podía obtener un acuerdo entre el gobierno de Checoslovaquia y los alemanes en los Sudetes. Su misión fracasó porque el Partido Alemán de los Sudetes rechazó todas las propuestas de conciliación (por órdenes de Hitler). Runciman informó lo siguiente al gobierno británico con respecto a la política checa hacia la minoría alemana en las décadas anteriores:

Funcionarios checos y de la policía checa, hablen poco o nada de alemán, fueron nombrados en gran número a los distritos puramente alemanes; Los colonos agrícolas checos fueron alentados a asentarse en tierras confiscadas en virtud de la Reforma Agraria en el centro de la población alemana; para los hijos de estos invasores checos, las escuelas checas fueron construidas a gran escala; hay una creencia muy general que las empresas checas se vieron favorecidas frente a las empresas alemanas en la asignación de contratos del Estado y que éste proporcionó trabajo y ayuda para los checos con más facilidad que para los alemanes. Creo que estas quejas están en la principal justificación. Todavía en la época de mi misión, no pude encontrar ninguna disposición por parte del Gobierno de Checoslovaquia para ponerles remedio en algo así como una escala adecuada ... el sentimiento entre los alemanes de los Sudetes hasta hace unos tres o cuatro años fue uno de desesperanza. Pero el ascenso de la Alemania nazi les dio una nueva esperanza. Considero que su giro para ayudar a sus hermanos y su eventual deseo de unirse al Reich como un desarrollo natural en las circunstancias.

Gran Bretaña y Francia a continuación obligaron al gobierno checoslovaco a ceder los Sudetes a Alemania (21 de septiembre). Los Acuerdos de Múnich (firmados el 29 de septiembre) sólo confirmaron la decisión y los detalles negociados.

## Bajo el régimen nacionalsocialista

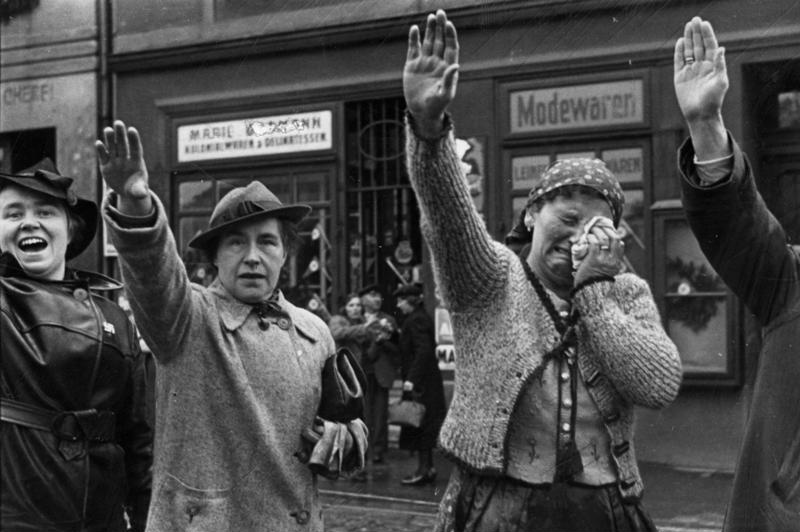
Alemanes de los sudetes saludando a Hitler con el saludo nazi después de cruzar la frontera en Checoslovaquia en 1938.

Como resultado, Bohemia y Moravia perdieron alrededor del 38% de su superficie total, así como sobre 3.250.000 alemanes y checos aproximadamente 250.000 a Alemania. Unos 250.000 alemanes se mantuvieron en el lado checo de la frontera, que más tarde pasó a formar parte del Reich por el establecimiento del Protectorado de Bohemia y Moravia en los gobernadores alemanes y el ejército alemán. Casi a todos los alemanes en estos territorios checos se les concedió posteriormente la nacionalidad alemana, mientras que la mayoría de los alemanes en Eslovaquia obtuvo la ciudadanía del Estado eslovaco.
Con el establecimiento de un gobierno alemán, cientos de miles de checos que (en virtud de la política de "chequificación") se había trasladado a los Sudetes después de 1919 dejaron la zona, más o menos voluntariamente. El gobierno nacionalsocialista les permitió, sin embargo, llevarse sus posesiones y vender legalmente sus casas y tierras. Algunos checos, sin embargo, se quedaron allí.
En las elecciones celebradas el 4 de diciembre de 1938, el 97,32% de la población adulta en los Sudetes votó a favor del NSDAP (el resto eran casi sólo los checos que pudieron votar también). Alrededor de la mitad de un millón de alemanes de los Sudetes se unió al Partido nacionalsocialista - 17,34% de la población alemana de los Sudetes (la media en Alemania nacionalsocialista fue de 7,85%). Debido a su conocimiento del idioma checo, muchos alemanes de los Sudetes fueron empleados en la administración del Protectorado de Bohemia y Moravia, así como en la maquinaria nacionalsocialista opresiva (la Gestapo, etc.) El más notable fue Karl Hermann Frank: general de las SS y la Policía y secretario de Estado en el Protectorado.
Durante la Segunda Guerra Mundial, los hombres alemanes en Eslovaquia generalmente sirvieron en el ejército eslovaco, sin embargo, más de 7000 eran miembros de los escuadrones paramilitares (Freiwillige Schutzstaffel) y casi 2.000 voluntarios se unieron a las Waffen-SS. Después del inicio del Levantamiento Nacional Eslovaco a finales de 1944, la mayoría de los jóvenes alemanes en Eslovaquia se alistaron en el ejército alemán, ya sea con la Wehrmacht o de las Waffen SS. Los muy jóvenes y los ancianos se organizaron en Heimatschutz - un equivalente de la Volkssturm en Alemania. Los nacionalsocialistas ordenaron a algunos de ellos tomar medidas contra los partisanos y otros participaron en la deportación de los judíos eslovacos. Los nacionalsocialistas evacuaron alrededor de 120.000 alemanes (en su mayoría mujeres y niños) en los Sudetes y Protectorado.

## Expulsión y transferencia

Zonas con mayoría étnica alemana (en negro) antes de 1945 en el territorio de la República checoslovaca.

A raíz de la Segunda Guerra Mundial, cuando el estado checoslovaco fue restaurado, el gobierno expulsó a la mayoría de los alemanes étnicos (limpieza étnica), culpándolos de que su comportamiento había sido una de las principales causas de la guerra y posterior destrucción. En los meses inmediatamente después de la final de la guerra, brutales expulsiones de familias alemanes se llevaron a cabo desde mayo hasta agosto de 1945. Varios estadistas checoslovacos alentaron estas expulsiones con discursos incendiarios, sin importarles que estuvieran cometiendo un crimen de guerra. En general, las autoridades locales ordenaron la expulsión, que los voluntarios armados llevaron a cabo. En algunos casos el ejército regular iniciaba o cooperaba activamente en dichas expulsiones. Varios miles de alemanes fueron asesinados durante la expulsión, y muchos más murieron de hambre y enfermedades como consecuencia de convertirse en refugiados. Ya que además de confiscarles todos sus bienes, se deportaba como desposeídos a grandes contingentes de alemanes étnicos hacia una Alemania que acababa de ser convertida en ruinas como consecuencia de los intensos bombardeos que había sufrido, los cuales habían sido llevados a cabo por las fuerzas aliadas. Eso implicaba que ya no había infraestructura ni empleos.
La transferencia regular de los nacionales étnicas entre las naciones (limpieza étnica), autorizados de acuerdo con la Conferencia de Potsdam, se desarrolló del 25 de enero de 1946 hasta octubre de 1946. Se estima que 1,6 millones de alemanes étnicos fueron expulsados de Checoslovaquia a la zona de ocupación estadounidense que se convertiría en Alemania Occidental. Se estima que 800.000 fueron deportados a la zona de ocupación soviética, que se convertiría en Alemania Oriental. Las estimaciones de muertes relacionadas con este rango de expulsión son entre 20.000 y 200.000 personas, dependiendo de la fuente. Las bajas incluyen las muertes violentas y suicidios sobre todo, violaciones, las muertes en campos de internamiento y causas naturales.
Se permitió permanecer en Checoslovaquia a cerca de 244.000 alemanes,[cita requerida] pero muchos de los que en un principio se quedaron emigraron más tarde a Alemania.[cita requerida] Muchos refugiados alemanes de Checoslovaquia están representados por la Sudetendeutsche Landsmannschaft. En el censo de 2001, 39.106 personas en la República Checa y 5.405 personas en la República Eslovaca reclamaban etnia alemana.

## En otros países

### En Argentina
Aunque en menor proporción que los alemanes del Volga, también se dio la inmigración de alemanes de los Sudetes hacia la Argentina. Algunos grupos se asentaron en diferentes colonias alemanas de la Provincia de Misiones.
Particularmente notable es el caso del empresario alemán Oskar Schindler y su esposa Emilie Schindler, quienes residieron en la Argentina algunos años.
Asimismo, la princesa Mercedes von Dietrichstein radicada en Argentina, hija de Alexander von Dietrichstein, ha pasado largos años batallando legalmente para recuperar los bienes de su familia (por ejemplo, el Castillo de Míkulov) que les fueron confiscados en el área de los Sudetes por orden del tristemente célebre presidente de Checoslovaquia Edvard Beneš, a través de los llamados Decretos de Beneš, los cuales despojaron a todos los alemanes étnicos de sus propiedades y los expulsaron de sus tierras.

### En Chile
En 1877, un grupo de alemanes de los Sudetes provenientes de la ciudad de Branau (histórica región de Bohemia, por entonces ubicada en el Imperio Austrohúngaro; actual ciudad de Broumov, República Checa) fundó en Chile la localidad de Nueva Braunau, en la Región de Los Lagos. Asimismo, en la localidad de Colonia Humán (actualmente integrada como barrio a la ciudad de Los Ángeles), en la Región del Biobío, algunos alemanes de los Sudetes se sumaron a otros grupos de alemanes establecidos.
En la década de 1930, la empresaria chilena Antonia Inalaf decidió financiar un proyecto de emigración de alemanes de los Sudetes hacia Chile. Este grupo de alemanes provenía de la ciudad de Rossbach (actualmente Hranice, en la histórica región de Moravia, República Checa) y en 1935 fundó la localidad de Puyuhuapi, en la Región de Aysén. Aunque su proyecto era radicar muchas familias más, la Segunda Guerra Mundial frustró sus planes. Por tanto, algunos familiares de los que ya se habían establecido solo pudieron llegar en 1947. Primero, los colonos dieron trabajo temporal a los mapuches de la zona, y luego estos se establecieron con sus familias, lo que dio lugar a una descendencia mestiza.
Tras la expulsión de los alemanes étnicos de Checoslovaquia al término de la Segunda Guerra Mundial, un nuevo grupo de alemanes de los Sudetes emigró hacia Chile, ya sea para establecerse en Puyuhuapi o en otras colonias alemanas del sur del país.

### En España
Antes de que estallara la Segunda Guerra Mundial, el príncipe Maximiliano Eugenio de Hohenlohe-Langenburg decidió refugiarse en España. Del mismo modo, tras la guerra, todos sus bienes fueron confiscados a través de los Decretos de Beneš. Sin embargo, la fortuna de la familia de su esposa evitó que este cayera en desgracia. En España, uno de sus hijos, el príncipe Alfonso, fundó el hotel Marbella Club dando inicio así a la Milla de Oro de Marbella, a la que catapultó como destino del turismo internacional de lujo, lo que desde entonces ha generado una gran riqueza para España.

### En Paraguay
El 1 de octubre de 1933 algunas familias de alemanes de los Sudetes fundaron la "Colonia Sudetia" en el distrito Paso Yobái, Departamento de Guairá. En sus comienzos la colonia les resultó difícil, ya que la mayoría no eran agricultores sino que tenían otras profesiones, pero pronto supieron adaptarse y hoy la comunidad es asiento de grandes fábricas de yerba mate.

## Alemanes de los Sudetes notables
| - Guido Beck - Gustl Berauer - Alfred Biolek - Ferdinand Blumentritt - Johann Böhm - Rudolf Burkert - Hanns Cibulka - Ludwig Czech - Rudolf Dellinger - Willen Dick - Peter Ducke - Roland Ducke - Heinz Edelmann - Reinhold Elstner - E. S. Engelsberg - Karl Ernstberger - Herbert Feigl - Hanni Fink - Karl Hermann Frank - Martin Glaessner - Karl Gilg - Peter Glotz - Traudl Grassi - Waltraut Grassi - Peter Grünberg | - Erhard Grundmann - Mizzi Günther - Sigfried Held - Erich Heller - Konrad Henlein - Günther Herbig - Herta Huber - Theodor Innitzer - Rudolf Jung - Rudolf Kauschka - Egon Klepsch - Kurt Knispel - Friedrich Kraus - Albert Krauss - Hans Krebs - Gustav Karl Laube - Julius Lippert - Karl Löbelt - Robert Martinek - Rudolf Maschke - Robert Mayr-Harting - Gregor Mendel - Evelyn Opela - Ehrenfried Patzel - Josef Pfitzner | - Ferdinand Porsche - Gertrude Porsche-Schinkeová - Alfred Posselt - Erwin Posselt - Fritz Posselt - Fritz Preissler - Otfried Preußler - Kurt Raab - Walter Reder - Emma Riedl - Heinz Rutha - Emil Sax - Johann Schicht - Oskar Schindler - Augustin Schramm - Horst Siegl - Norbert Singer - Emanuel Wirth - Fritz Wittmann |